# 伊平崇耶
伊平 崇耶（いびら たかや、1969年〈昭和44年〉3月30日 - ）は、日本のアニメプロデューサー、ラジオパーソナリティ、作詞家。株式会社ビリビリ所属。群馬県太田市出身。血液型はA型。通称はUPLIFT（アップリフト）。

## 経歴
日本大学芸術学部を卒業。タツノコプロの制作進行、東芝デジタルフロンティアおよびショウゲートのプロデューサーを経て、2008年に日活に転職。編成本部編成部に配属された。2013年に退職し、一時アニメ業界を離れたが、2016年にbilibiliの日本法人に入社。同社にてプロデューサーに復帰した。

## 作品一覧

### テレビアニメ
1997年
- マッハGoGoGo - 設定制作、制作進行（第10話・第32話）

1998年
- 時空転抄ナスカ - 制作デスク

2001年
- The Soul Taker 〜魂狩〜 - 企画協力

2004年
- 光と水のダフネ - 製作プロデューサー
- げんしけん - プロデューサー

2005年
- 灼眼のシャナ - プロデューサー

2006年
- 女子高生 GIRL'S-HIGH - プロデューサー
- 無敵看板娘 - プロデューサー
- くじびきアンバランス - プロデューサー

2007年
- Devil May Cry - プロデューサー
- ななついろ★ドロップス - プロデューサー
- 灼眼のシャナII - プロデューサー
- げんしけん2 - プロデューサー

2010年
- トランスフォーマー アニメイテッド（日本語版） - 制作協力

2012年
- 超ロボット生命体 トランスフォーマー プライム（日本語版） - 情報コーナープロデューサー

2016年
- にゃんぼー! - 制作協力
- 灼熱の卓球娘 - プロデューサー

2017年
- 恋愛暴君 - 企画、プロデューサー
- 剣王朝 - アニメーションプロデュース
- 異世界食堂 - 企画、プロデューサー
- Infini-T Force - 製作委員会
- URAHARA - エグゼクティブプロデューサー
- 干物妹!うまるちゃんR - 製作

2018年
- citrus - 企画
- 重神機パンドーラ - 協力
- 夢王国と眠れる100人の王子様 - チーフプロデューサー
- 百錬の覇王と聖約の戦乙女 - プロデューサー
- 叛逆性ミリオンアーサー - チーフプロデューサー

2019年
- この世の果てで恋を唄う少女YU-NO - 企画
- 炎炎ノ消防隊 - エグゼクティブプロデューサー
- エッグカー - エグゼクティブプロデューサー
- ヴィンランド・サガ - プロデュース協力（第13話 - 第24話）

2020年
- pet - プロデュース協力
- はてな☆イリュージョン - チーフプロデューサー
- グレイプニル - プロデューサー
- 炎炎ノ消防隊 弐ノ章 - エグゼクティブプロデューサー
- 異常生物見聞録 - エグゼクティブプロデューサー
- ツキウタ。 THE ANIMATION2 - 企画

2021年
- ぼくたちのリメイク - エグゼクティブプロデューサー
- 進化の実〜知らないうちに勝ち組人生〜 - エグゼクティブプロデューサー
- 最果てのパラディン - エグゼクティブプロデューサー

2022年
- オリエント - エグゼクティブプロデューサー
- 異世界美少女受肉おじさんと - エグゼクティブプロデューサー
- 農民関連のスキルばっか上げてたら何故か強くなった。 - エグゼクティブプロデューサー

### OVA
2002年
- ナースウィッチ小麦ちゃんマジカルて - プロデューサー

2004年
- 天罰エンジェルラビィ☆ - プロデューサー
- くじびきアンバランス - プロデューサー
- ナースウィッチ小麦ちゃんマジカルてZ - プロデューサー

2005年
- 撲殺天使ドクロちゃん - プロデューサー
- 鴉 -KARAS- - プロデュース

2006年
- 大魔法峠 - プロデューサー
- げんしけん OVA - プロデューサー

2007年
- 撲殺天使ドクロちゃん2 - プロデューサー
- こはるびより - プロデューサー

### アニメ映画
2007年
- 劇場版 灼眼のシャナ - プロデューサー

### テレビドラマ
2009年
- トミカヒーロー レスキューファイアー - プロデューサー

### バラエティ番組
2011年
- 声優バラエティー SAY!YOU!SAY!ME! - 企画

### 情報番組
2007年
- CLUB GENEON - 製作総指揮

### インターネットラジオ
2001年
- 中原小麦のこんがりナースステーション - プロデューサー・パーソナリティー

2002年
- 中原小麦のまじかるナースステーション - プロデューサー・パーソナリティー

2003年
- 中原小麦のまじかるナースステーション乙！ - プロデューサー・パーソナリティー

2004年
- 中原小麦のまじかるナースステーション乙乙！ - プロデューサー・パーソナリティー
- 桃井はるこの現代視覚文化研究会・略してラジオげんしけん - ゲスト

2005年
- 木工ボンド部プレゼンツ 千葉紗子のびん・かん ドクロちゃんねる - プロデューサー・パーソナリティー
- 佐藤利奈の峠のラジオ - プロデューサー・パーソナリティー

2006年
- GENEON Presents 中原小麦のまじかるナースステーション乙乙1ヶ月限定すぺしゃる！ - パーソナリティー

2007年
- 木工ボンド部プレゼンツ 千葉紗子のびん・かん ドクロちゃんねるファイヤー! - プロデューサー・パーソナリティー
- 東芝エンタテインメント Presents UPLIFTかくかたりき - パーソナリティー
- GENEON Presents 偽・うpのギョーカイ時事放談 - パーソナリティー
- Showgate Presents UPLIFTかくかたりきセカンドシーズン - パーソナリティー
- 偽・うpのギョーカイ時事放談SUPER! - パーソナリティー
- GENEON&Showgate Presents 偽・うpのギョーカイ時事放談SUPER!　頼まれてもいないのに勝手に電撃15年祭を宣伝しようスペシャル！ - パーソナリティー

2008年
- Showgate Presents UPLIFTかくかたりきサードシーズン - パーソナリティー
- のら犬兄弟のギョーカイ時事放談 - パーソナリティー

2011年
- 井上喜久子 魅惑のおしゃべりメロン - ゲスト

## 作詞
- 中原小麦（桃井はるこ）
  - 愛のメディスン - 桃井はること共同
  - オトメの魔法でポンデ・ケ・ワ
  - くちびるイノセンス
  - 7-4-5（チィ・スウ・ウウウウ）!
  - decide
  - ハルガキタ
  - （大きな）少年むぎむぎ団のうた
  - 真・偽まるロック
- 乃木坂春香（能登麻美子）、乃木坂美夏（後藤麻衣）
  - 秘密・こんぷらいあんす

## 出演

### 情報番組（出演）
- CLUB GENEON（2007年7月22日、テレビ神奈川）

### ラジオ（出演）
- 桃井はるこの現代視覚文化研究会・略してラジオげんしけん（2004年7月5日・12月20日・12月27日、ラジオ大阪） - ゲスト

### インターネットラジオ（出演）
- 中原小麦のこんがりナースステーション（2001年10月 - 2002年4月） - ゲスト
- 中原小麦のまじかるナースステーション（2002年10月 - 2003年3月28日） - ゲスト、パーソナリティ
- 中原小麦のまじかるナースステーション乙!（2003年4月25日 - 2004年4月24日） - パーソナリティ
- 中原小麦のまじかるナースステーション乙乙!（2004年7月2日 - 2005年10月7日、TE-A room） - パーソナリティ
- うらけん（2004年10月 - 2005年4月、TE-A room） - パーソナリティ
- びん・かん ドクロちゃんねる（2005年1月25日 - 9月27日、TE-A room） - パーソナリティ
- 峠のラジオ（2005年12月16日 - 2007年3月30日、i-revo TE-A ROOM） - パーソナリティ
- 佐藤利奈のあの空で逢えたら（2006年8月31日、音泉・BEWE） - ゲスト
- 中原小麦のまじかるナースステーション乙乙1ヶ月限定すぺしゃる!（2006年9月8日 - 9月29日、キャララジオ） - パーソナリティ
- UPLIFTかくかたりき（2006年10月13日 - 11月17日、キャララジオ） - パーソナリティ
- びん・かん ドクロちゃんねるファイヤー（2007年3月27日 - 12月25日、Showgate RADIO） - パーソナリティ
- 偽・うpのギョーカイ時事放談（2007年5月18日 - 6月8日、キャララジオ） - パーソナリティ
- UPLIFTかくかたりき セカンドシーズン（2007年6月15日 - 7月6日、キャララジオ） - パーソナリティ
- 偽・うpのギョーカイ時事放談SUPER!（2007年10月4日 - 2008年3月27日、キャララジオ） - パーソナリティ
- 偽・うpのギョーカイ時事放談SUPER! 頼まれてもいないのに勝手に電撃15年祭を宣伝しようスペシャル!（2007年11月9日 - 11月30日、キャララジオ） - パーソナリティ
- UPLIFTかくかたりき サードシーズン（2008年1月11日、キャララジオ） - パーソナリティ
- のら犬兄弟のギョーカイ時事放談（2008年10月16日 - 2013年10月16日、アニメワン・Ustream） - パーソナリティ
- 井上喜久子 魅惑のおしゃべりメロン（2010年4月23日・4月30日・2011年1月14日・1月21日・5月6日・5月13日、キャララジオ） - ゲスト

### イベント（出演）
- マチ★アソビ vol.19 前夜祭（2017年9月27日、阿佐ヶ谷ロフトA）